# 傅锦华
傅锦华（1939年—2013年2月2日），女，苗族，广西融安人，中国彩调剧表演艺术家，曾任中国戏剧家协会理事。